# Mazda CX-5
La Mazda CX-5 è un'autovettura crossover, prodotta dalla casa automobilistica giapponese Mazda. Si tratta della prima vettura di serie Mazda che sfrutta la nuova filosofia di design KODO, con elementi stilistici fortemente ispirati alla Mazda Shinari, una concept car presentata nel maggio 2010.
Nel 2017 è uscita la seconda generazione che è stata presentata prima al salone dell'automobile di Los Angeles nel novembre del 2016, per poi debuttare in Europa al salone dell'automobile di Ginevra nel marzo 2017.

## Prima generazione (KE; 2012-2016)

### Il contesto
È il primo veicolo del costruttore giapponese progettato con tecnologia Skyactiv: superficie rigida e piattaforma leggera, combinata con una nuova serie di motori efficienti e trasmissioni con conseguente riduzione delle emissioni e di consumi di carburante. La vettura è stata presentata per la prima volta nel settembre 2011 al salone dell'automobile di Francoforte: in Europa è commercializzata a partire dalla primavera del 2012.

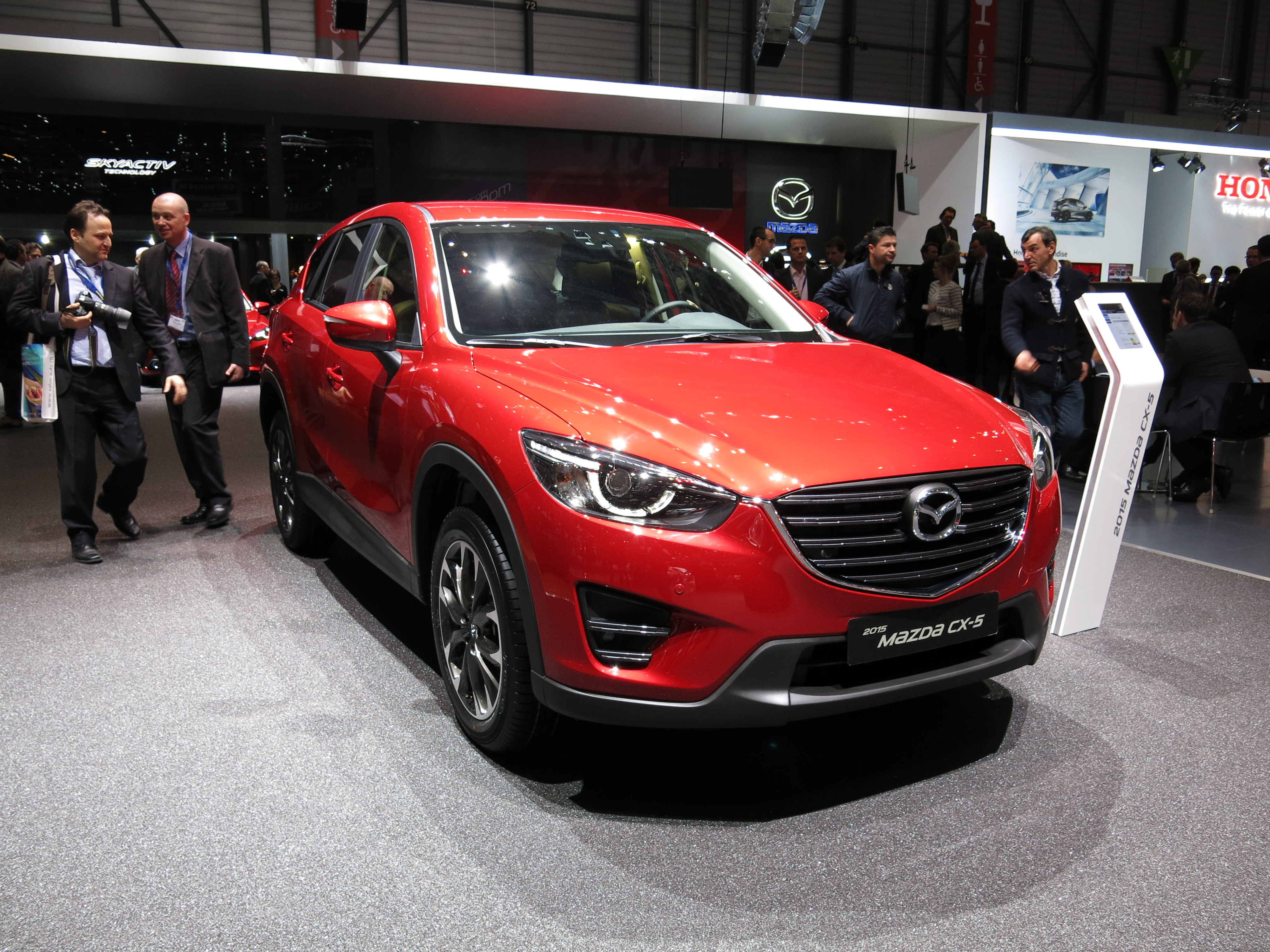
Mazda CX-5 Restyling del 2015

Al Salone di Los Angeles del 2014 viene presentata la versione aggiornata. Con questo restyling, oltre ad eliminare alcuni difetti del modello precedente quali sospensioni troppo rigide e insonorizzazione, viene modificato il disegno della plancia, aggiungendo un freno a mano di tipo elettronico e modificando il tunnel per ospitare i comandi del nuovo sistema di infotainment (il Mazda Connect) introdotto l'anno prima su Mazda3. Il display centrale passa così da 5.8" a 7". Viene migliorata anche la qualità delle plastiche. Esteriormente cambia la griglia, non più a nido d'ape ma a listelli orizzontali, i fari diventano bi-led negli allestimenti più ricchi e viene cambiata anche la cornice dei fari fendinebbia. Il MY16 della Mazda CX-5 è stato commercializzato a partire da fine 2014 in America, Oceania e Giappone e dalla primavera 2015 in Europa (Italia compresa).

### Tecnica
La vettura è disponibile sia con trazione anteriore sia con trazione integrale. I propulsori sono sia benzina che diesel: il primo è un 2 litri 2.0 (PE-VPS) sportivo da 160 CV per la versione 4WD e 165 CV per la versione 2WD. Il motore diesel è invece un 2.2 litri, disponibile in due livelli di potenza, rispettivamente 150 e 175 cavalli. Tutti i motori promettono prestazioni molto brillanti e consumi contenuti, pari a 15–16 km/l.
La plancia della vettura ospita uno schermo da 5,8" che viene impiegato per la gestione del navigatore satellitare, della radio e della telecamera posteriore per le operazioni di parcheggio. Sul tunnel centrale è poi presente una manopola per accedere al sistema infotainment per la gestione dei parametri della vettura. Il bagagliaio ha una capacità di contenimento per 503 litri.
Con il MY16 viene introdotto il nuovo display TFT da 7" del Mazda Connect, nuovo sistema di infotainment introdotto con la Mazda 3 nel 2013, oltre a modifiche esteriori (mascherina frontale a barre orizzontali, differente cornice dei fendinebbia), interiori (cambia il disegno della plancia, viene inserito un freno a mano di tipo elettronico con conseguenti modifiche al tunnel centrale), tecniche (migliorato il comfort acustico) e di dotazioni (disponibili i più moderni dispositivi di ausilio alla guida, introduzione dei fari full-LED adattivi, nuove colorazioni per la carrozzeria).

## Seconda generazione (KF; 2016-)

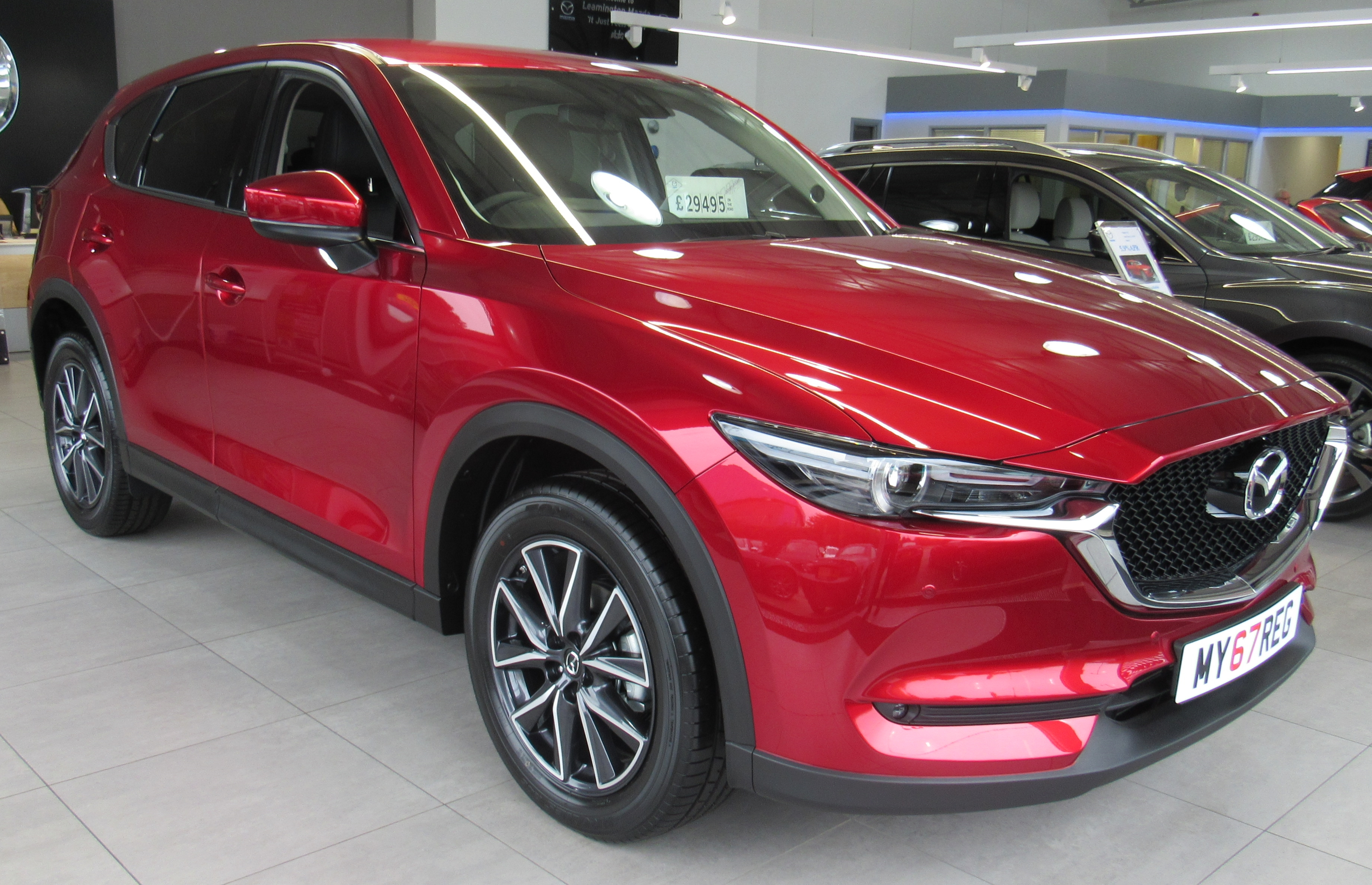
Seconda generazione della CX-5

Il 15 novembre 2016 al Salone dell’automobile di Los Angeles, viene presentata la seconda generazione della CX-5 con un design revisionato e nuove tecnologie.

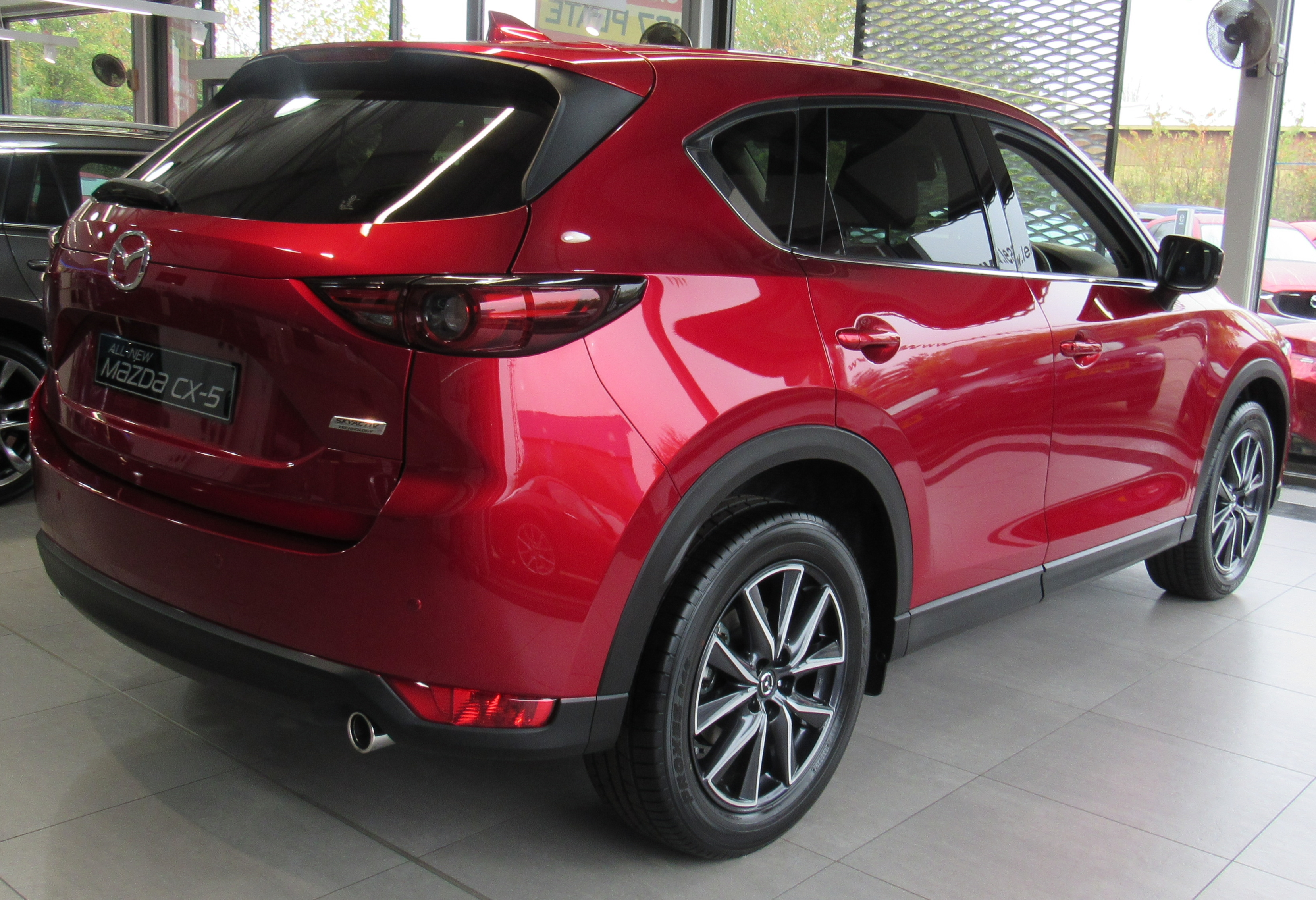
Posteriore della CX-5 seconda serie

La seconda serie della CX-5 al lancio è disponibile con due motorizzazioni a benzina aspirati Skyactiv-G da 2.0 e 2.5 litri e un turbodiesel Skyactiv-D 2.2. Inoltre viene introdotto un nuovo colore della vernice "Soul Red Crystal" e un portellone elettrico telecomandato.
Nel 2019 arriva in dote il motore della CX-9, un quattro cilindri turbo Skyactiv-G da 2,5 litri che eroga 250 cavalli a 5000 giri/min con carburante a 93 ottani e 227 CV con carburante a 87 ottani.